# Jabłoń (gemeente)
De gemeente Jabłoń is een landgemeente in het Poolse woiwodschap Lublin, in powiat Parczewski.
De zetel van de gemeente is in Jabłoń.
Op 30 juni 2004 telde de gemeente 4233 inwoners.

## Oppervlakte gegevens
In 2002 bedroeg de totale oppervlakte van gemeente Jabłoń 110,98 km², waarvan:
- agrarisch gebied: 78%
- bossen: 13%

De gemeente beslaat 11,65% van de totale oppervlakte van de powiat.

## Demografie
Stand op 30 juni 2004:
| Omschrijving                   | Totaal | Totaal | Vrouwen | Vrouwen | Mannen | Mannen |
| ------------------------------ | ------ | ------ | ------- | ------- | ------ | ------ |
| eenheid                        | aantal | %      | aantal  | %       | aantal | %      |
| inwoners                       | 4233   | 100    | 2104    | 49,7    | 2129   | 50,3   |
| bevolkingsdichtheid (inw./km²) | 38,1   | 38,1   | 19      | 19      | 19,2   | 19,2   |

In 2002 bedroeg het gemiddelde inkomen per inwoner 1479,47 zł.

## Administratieve plaatsen (sołectwo)
Antopol, Dawidy, Gęś, Holendernia, Jabłoń, Kalinka, Kolano, Kolano-Kolonia, Kudry, Łubno, Paszenki, Puchowa Góra.

## Aangrenzende gemeenten
Dębowa Kłoda, Milanów, Parczew, Podedwórze, Wisznice